# Gérald Cid
Gérald Cid (ur. 17 lutego 1983 w Talence) – francuski piłkarz występujący na pozycji obrońcy.

## Kariera
Cid zawodową karierę rozpoczynał w pierwszoligowym Girondins Bordeaux. W Ligue 1 zadebiutował 6 marca 2004 roku w wygranym 2:0 pojedynku z Le Mans UC 72, a 12 stycznia 2005 w zremisowanym 3:3 spotkaniu z OGC Nice strzelił swojego pierwszego ligowego gola. Sezon 2005/2006 spędził na wypożyczeniu w drugoligowym FC Istres, po czym wrócił do Bordeaux.
Latem 2007 roku przeszedł do angielskiego Boltonu Wanderers. W Premier League zadebiutował 11 sierpnia 2007 w przegranym 1:3 meczu z Newcastle United. W styczniu 2008 roku powrócił do Francji, gdzie został zawodnikiem OGC Nice. Pierwszy ligowy mecz rozegrałtam 19 stycznia 2008 przeciwko AS Nancy (1:0). W 2010 roku zakończył karierę.
| Sezon   | Klub               | Kraj    | Rozgrywki      | Mecze | Bramki |
| ------- | ------------------ | ------- | -------------- | ----- | ------ |
| 2003/04 | Girondins Bordeaux | Francja | Ligue 1        | 1     | 0      |
| 2004/05 | Girondins Bordeaux | Francja | Ligue 1        | 8     | 1      |
| 2005/06 | FC Istres          | Francja | Ligue 2        | 24    | 0      |
| 2006/07 | Girondins Bordeaux | Francja | Ligue 1        | 10    | 1      |
| 2007/08 | Bolton Wanderers   | Anglia  | Premier League | 7     | 0      |
| 2007/08 | OGC Nice           | Francja | Ligue 1        | 9     | 0      |
| 2008/09 | OGC Nice           | Francja | Ligue 1        | 20    | 0      |
| 2009/10 | OGC Nice           | Francja | Ligue 1        | 13    | 0      |